# ロクサネ (小惑星)
ロクサネ (317 Roxane) は、小惑星帯の典型的な小惑星である。オーギュスト・シャルロワがニースで発見した。
アレクサンドロス3世の妻、ロクサネ (Roxana) から名づけられた。なお、小惑星名も当初は Roxana だった。
2009年11月26日に衛星（仮符号 S/2009 (317) 1）の発見が報告された。衛星の大きさは5㎞で、軌道長半径は245km、公転周期は13日である。この衛星は、アレクサンドロス3世の母にちなんで「オリュンピアス」（Olympias）と命名された。